# Caráter de Hecke
Em matemática, no campo da teoria dos números, um caráter de Hecke é uma generalização de um caráter de Dirichlet, introduzido por Erich Hecke para construir uma classe de Funções L maiores que as funções L de Dirichlet, e um conjunto natural para as funções zeta de Dedekind e certas outras as quais tem equações funcionais análogas aquela da função zeta de Riemann.
Um nome algumas vezes usado para caráter de Hecke é o termo alemão Größencharakter (frequentemente escrito Grössencharakter, Grossencharakter, Grössencharacter, Grossencharacter, etc).